# Juan de Ovando y Godoy
Juan de Ovando y Godoy (Cáceres, c., 1530-8 de septiembre de 1575) fue un eclesiástico y jurista español que ocupó la presidencia del Consejo de Indias (1571-1575) y el de Hacienda (1574-1575) con Felipe II, reconocido por haber iniciado los trabajos de sistematización jurídica de las normas de algunos consejos, la organización de los mismos así como la fijación de estudios geográficos pormenorizados en los territorios españoles en América.

## Biografía

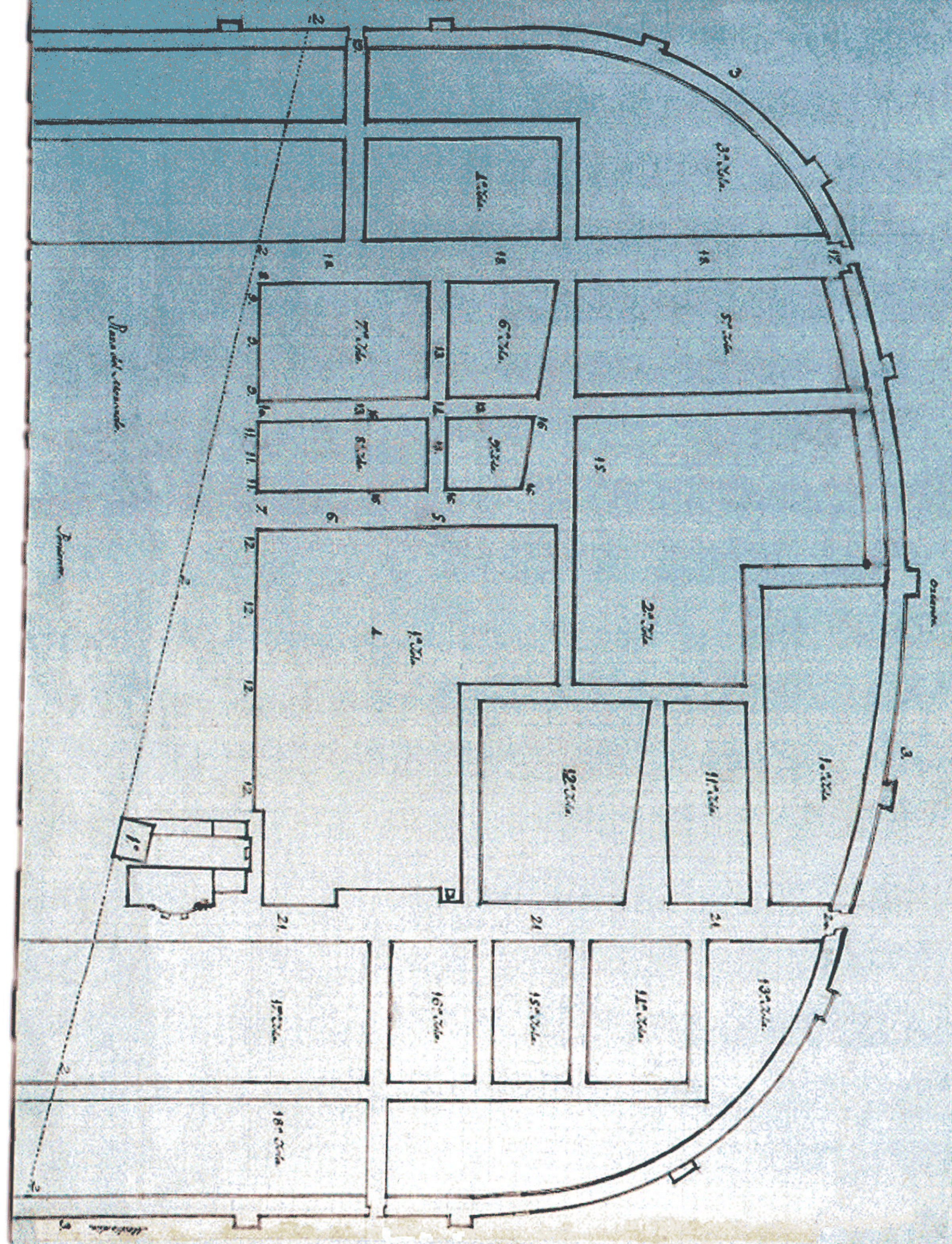
Plano del campus de la Universidad de Alcalá fundada por el Cardenal Cisneros, según descripción de Ovando en 1564.

Colegial mayor de San Bartolomé de Salamanca (de 1546 a 1556) y licenciado en leyes por la Universidad de Salamanca, tras ser consagrado sacerdote quedó vinculado al arzobispado de Sevilla. El entonces arzobispo, Fernando de Valdés y Salas le nombró provisor (juez de la archidiócesis). Valdés, además, era hombre de notable influencia y poder en la corte —ocupaba entonces los cargos de miembro del Consejo Real y presidente del Consejo de Castilla, así como Inquisidor General a la llegada de Felipe II al trono—. A través de Valdés, el rey nombró a Ovando visitador de la Universidad de Alcalá donde se le encomendó igualmente la reforma de la organización y las enseñanzas, tarea que concluyó en 1566. Al año siguiente el rey, en este caso a instancias del titular entonces del Consejo de Castilla, Diego de Espinosa, nombró a Ovando visitador del Consejo de Indias con la instrucción de cambiar sustancialmente sus ordenanzas y emprender una labor ordenada de estudios geográficos de las posesiones españolas en América a fin de catalogar y precisar el conjunto de las mismas.
Así, Ovando inició al mismo tiempo la reforma institucional y el estudio geográfico con la ayuda, entre otros, de Alonso de Santa Cruz y López de Velasco. Instruyó varias expediciones científicas, envió hasta tres encuestas (en 1569, 1570 y 1573) por todas las posesiones y realizó unas Relaciones geográficas de las Indias que fueron la base de los trabajos posteriores; también fue autor de una guía bajo el título La forma que se había de tener en hacer las averiguaciones, descripciones y relaciones de todo el estado de las Indias. Ovando entendió que la tarea requería profesionalizar los trabajos, así que estableció para el Consejo de Indias la creación de los puestos de cosmógrafo real y cronista mayor. El cargo de cosmógrafo recayó en López de Velasco que entre 1571 y 1574 elaboró la Geografía y descripción universal de las Indias (inédita hasta finales del siglo XIX). En cuanto a la reforma de la organización del propio Consejo de Indias, Juan de Ovando preparó una ordenanzas para el consejo en 1571 como Libro de la gobernación espiritual y temporal de las Indias, así como un Códice de leyes y Ordenanzas ... que tenía por objeto sistematizar las normas. Sobre la base de la obra jurídica de Ovando, a su muerte el Consejo de Indias encargo su recopilación, junto a otras normas, a Diego de Encinas que publicó el Cedulario Indiano en 1596, también conocido como El Cedulario de Encinas.